# El Colomer (el Papiol)
El Colomer és una obra del Papiol (Baix Llobregat) inclosa a l'Inventari del Patrimoni Arquitectònic de Catalunya.

## Descripció
És un mas de tipus basilical, de tres naus amb la central més elevada i coberta a dues vessants sobre unes finestres que la il·luminen, ja que no té finestres laterals. En estar situada vora el camí, potser ja al segle xviii, realitzà funcions d'hostal que devia combinar amb les rendes agrícoles. La torre quadrada avançada al mas és anterior a aquest. Podria datar-se al segle xv pel tipus d'aparell (la part inferior realitzada amb carreus petits i la resta de maçoneria) i l'estructura. La coberta piramidal, (segurament més baixa que el nivell original) és més tardana. El mas té les llindes de pedra i la paret de maçoneria.

## Història
La torre, segurament del segle xv, devia fortificar el mas anterior a l'actual, que deu ser del darrer quart del segle xviii o de principis del segle xix.